# Ona Planas
Ona Planas (Arenys de Munt, 23 de desembre de 1962) és una actriu, directora de cinema i realitzadora de publicitat catalana. Llicenciada en Filosofia i Lletres en la Universitat Autònoma de Barcelona. Ha treballat en equips de direcció de cineastes com Ridley Scott (1492: Conquest of Paradise), Jim McBride (La taula de Flandes) i George Lucas (The Young Indiana Jones Chronicles). Des de principis dels anys 90 escriu i dirigeix els seus propis guions per al cinema. Des de 1998 combina el treball en cinema amb la realització publicitària.
Interessada al cinema independent l'any 2010 va crear el grup Cine Urgente per dinamitzar projectes cinematogràfics al marge de la indústria i sistemes de subvenció tradicionals. També és sòcia fundadora i productora amb Maru Escalante de VivalaFilms creada en 2007 amb l'objectiu de produir i realitzar els seus projectes audiovisuals propis i apadrinar altres artistes. Actualment, combina la seva dedicació al cinema independent amb la programació cultural.

## Premis i nominacions
Premis
- 1991: Premi al millor curtmetratge de la Biennal de Barcelona per El tren de la bruixa
- 1996: Premi al millor curtmetratge al Festival de Cinema de Girona per Narcís Comadira. Esculpint el temps

Nominacions
- 2011: Gaudí a la millor pel·lícula per televisió per El viatge vertical[4]